# Đặng Sĩ Vinh
Đặng Sĩ Vinh (1685 - 1770) đỗ Hoành từ, làm quan đến chức Tri phủ sau đó là Đô ngự sử đứng đầu Ngự sử đài, được phong tước Thiếu bảo, Liêu quận công.

## Tiểu sử
Đặng Sĩ Vinh sinh năm Ất Sửu niên hiệu Chính Hoà thứ 6 đời vua Lê Hy Tông (1685), quê tại thôn Uy Viễn, xã Tiên Điền, huyện Nghi Xuân, trấn Nghệ An, nay là thị trấn Tiên Điền, huyện Nghi Xuân, tỉnh Hà Tĩnh.
Ông thuộc dòng dõi Đặng Ma La (Thám hoa), Đặng Lộ (Hậu Nghi lang Thái sử cục lệnh), Đặng Bá Tĩnh (Thám hoa Tuấn Sĩ hầu), Đặng Tất (Quốc công), Đặng Dung (Đồng bình chương sự), Đặng Chủng (Hàn lâm viện thị giảng)... nên ngay từ nhỏ ông đã nổi tiếng thông minh, sớm lầu thông kinh sử, lại là người có phẩm hạnh nên được mọi người xung quanh rất yêu mến.
Năm 20 tuổi, ông thi Hương khoa Ất Dậu (1705) đậu ngay Cử nhân, năm sau năm Bính Tuất (1706), đậu tiếp Hoành từ (trên cấp thi Hương). Đây là khoa thi do triều đình mở trước kỳ thi Hội để chọn người học rộng tài cao giúp việc nhà vua. Tuy Hoành từ không phải là Tiến sĩ, nhưng do được yêu mến kính trọng nên ông đuợc nhân dân tôn gọi là quan Nghè như những người thì Hội chính thức đỗ Tiến sĩ (bởi thế xóm ông ở được gọi là xóm Quan Nghè hay xóm Làng Nghè, tồn tại mãi đến đầu thập kỷ 70 thế kỷ 20).
Sau khi đỗ Hoành từ, ông được vua Lê Dụ Tông ban chiếu bổ dụng làm Nội thị văn chức, ba năm sau được cử làm Huấn đạo Trường Yên, năm Ất Mùi (1715) được sung Tả mạc Sơn Nam, năm Canh Tý (1720) được cử làm Tri huyện Đông Thành (nay là huyện Yên Thành, tỉnh Nghệ An), sáu năm sau, năm Bính Ngọ (1726), ông được thăng lên Tri phủ Thiệu Thiên, trông coi tám huyện ở trấn Thanh Hoa (tỉnh Thanh Hoá ngày nay) gồm Thụy Nguyên, Vĩnh Phúc, Đông Sơn, Lôi Dương, Yên Định, Cẩm Thuỷ, Thạch Thành và Quảng Bình.
Khi làm tri phủ Thiệu Thiên, vì trình bày công việc với quan trên không hợp ý, năm Giáp Dần (1734), tuy chưa đến tuổi 50, ông đã viện cớ sức khoẻ suy giảm, dâng sớ lên vua Lê Ý Tông và chúa Trịnh Giang xin được từ quan trở về quê ẩn cư dạy học lấy cảnh non nước thơ phú, văn chương làm vui. Tài nghệ, tiếng tăm văn chương, thơ phú của ông sánh cùng Đậu Minh Dương, được người đương thời tôn vinh “Nghệ An tứ hổ”.
Trường ông dạy được nhân dân gọi là trường Quan Nghè. Học sinh của trường mỗi ngày mỗi đông, nhiều học trò đậu đạt cao, nên trường Quan Nghè tiếng tăm lan truyền ra khắp vùng. Con rể ông là Đặng Thái Bàng đỗ Hoành từ, con trai là Đặng Hữu Học, Đặng Duy Phiên, cháu nội là Đặng Truyền Lâm, Đặng Thái Tri, cháu ngoại là Nguyễn Công Tấn… đỗ Cử nhân đều là học trò của ông.
Sự kiện Tể tướng Nguyễn Nghiễm cùng Hồng lô Thái bộc tự khanh Đặng Thái Bàng, Tri phủ Đặng Sĩ Vinh và con là Đặng Duy Phiên làm cầu được ghi chép trên bia cầu Tiên. Bia đá này đang được bảo tồn ở di tích đặc biệt quốc gia Khu lưu niệm đại thi hào Nguyễn Du ở xã Tiên Điền, huyện Nghi Xuân, tỉnh Hà Tĩnh.
Ông đã cùng với các con rể là Nguyễn Nghiễm và Đặng Thái Bàng đứng ra quyên góp tiền bạc huy động nhân công mở rộng huyện lộ từ xã Thượng Thôn (nay là thị trấn Xuân An) đến huyện lỵ Nghi Xuân, rồi mở tiếp nối thông đến tận cửa biển Đan Nhai (nay là cửa Hội). Con đường này ngày nay là quốc lộ 8B đoạn đi qua huyện Nghi Xuân. Năm 1747, ông còn vận động nhân dân trong xã góp tiền góp công lập bến Giang Đình, đưa bến sông này thành một bến sông giao thương quan trọng và là một trong “Nghi Xuân bát cảnh” - tám cảnh đẹp nhất của huyện Nghi Xuân ngày trước. Để giúp cho nhân dân có nơi giao lưu mua bán, ông đã cùng với con rể Đặng Thái Bàng cho lập ra chợ Văn, sau này con rể ông là Nguyễn Nghiễm đổi tên chợ Giang Đình. Chợ hiện nay đã được di dời ra sát quốc lộ 8B và vẫn là trung tâm buôn bán tấp nập của huyện. Tại bến Giang Đình, ông đã cùng với Nguyễn Nghiễm thường cho mở hội Giang Đình tấp nập trên bến dưới thuyền hết sức đông vui, tạo nên nét đẹp văn hoá truyền thống của đất Nghi Xuân thuở trước.
Vào năm 1752, đời vua Lê Cảnh Hưng, nhờ có con rể là Nguyễn Nghiễm bấy giờ đang làm Hữu thị lang Bộ Hình và các quan trấn trị ở Nghệ An tâu lên triều đình, ông lại được triều đình mời ra làm quan khi đã ở tuổi 67, phong làm Thừa chính sứ Lạng Sơn, tước Viễn Trạch bá. Sau ba năm trấn trị ở Lạng Sơn, năm 1755, ông được điều về kinh thăng lên Đô ngự sử tước Viễn Trạch hầu hàm Tòng nhị phẩm, đứng đầu Ngự sử đài, chuyên việc giám sát các quan và đàn tấu lên vua Lê chúa Trịnh những việc phải trái của triều đình.
Sau 5 năm giữ chức Đô ngự sử, năm 1761, sang tuổi 75 ông được phong Thiếu bảo, Liêu Quận công, Kim tử Vinh lộc đại phu, Thượng trụ quốc thượng trật, ít lâu sau được ban về nghỉ hưu.
Ngày 23 tháng hai năm Canh Dần (1770), ông mất tại quê, thọ 85 tuổi. Sau khi mất, ông được nhà vua truy phong Thái bảo, Thượng đẳng phúc thần, cho lập đền thờ, cấp lộc điền và giao huyện xã hàng năm cúng tế.

## Hậu duệ
Hậu duệ của Đặng Sĩ Vinh hiện nay có nhiều người là chính trị gia, tướng lĩnh, có thể kể đến là Đặng Văn Duy, Đặng Duy Báu, Đặng Quốc Khánh…